# Husar
Husar is een historisch merk van motorfietsen.
De bedrijfsnaam was: Husar Leichtmotorrad GmbH, later Husar Motorfahrzeug AG, München.
Husar begon in 1925 met de productie van 350- en 500cc-motorfietsen met zijklepmotor. Dit was juist in het jaar dat meer dan 150 kleine Duitse merken de poorten moesten sluiten door de grote concurrentie. Kleine merken moesten het - bij gebrek aan een dealernetwerk - hebben van klanten in hun eigen regio en produceerden voornamelijk goedkope, lichte tweetakten met inbouwmotoren van andere merken. Dat deed Husar niet: het maakte duurdere viertaktmodellen die zelfs voor en achter bladvering hadden. De productie eindigde al in 1926, waarschijnlijk om een aantal redenen: De vraag naar dure 350- en 500cc-modellen was niet erg groot en in München zelf werden de BMW R 47 en de BMW R 42 gebouwd. Die misten weliswaar de achtervering, maar klanten hadden daar in de jaren twintig ook nog niet veel vertrouwen in. Men dacht dat achtervering een motorfiets minder stabiel zou maken.